# مهبودی سفلی
مهبودی سفلی، روستایی از توابع بخش جره و بالاده شهرستان کازرون در استان فارس ایران است.

## جمعیت
این روستا در دهستان فامور قرار دارد و براساس سرشماری مرکز آمار ایران در سال ۱۳۸۵، جمعیت آن ۸۰۳ نفر (۱۵۷خانوار) بوده‌است.